# Вуэльта Испании 2012
Вуэльта Испании 2012 (исп. Vuelta a España 2012) — 67-я супервеломногодневка по дорогам Испании и Андорры. Она стартовала 18 августа командной разделкой в Памплоне, а завершилась 9 сентября спринтом в Мадриде. Победителем общего зачета стал испанец Альберто Контадор, для которого эта победа стала второй на Вуэльте, после победы в 2008 году.

## Участники
Традиционно многие фавориты, выбирающие Джиро д’Италия, едут и Вуэльту; им легче выйти на второй в сезоне пик формы к концу лета, чем участникам Тур де Франс. Действующий победитель Вуэльты Хуан Хосе Кобо был намерен защищать титул в составе новой команды, Movistar Team. Его прежняя команда, Geox-TMC, была расформирована, поэтому победитель командного зачёта будет новым. Для сильнейшего многодневщика современности Альберто Контадора, чья дисквалификация завершается 5 августа, Вуэльта 2012 являлась единственным доступным Гранд Туром сезона. 18 команда UCI ProTeams 2012 получили автоматический допуск к гонке; остальные 4 места заняли приглашённые организаторами коллективы: Andalucía, Argos-Shimano, Caja Rural и Cofidis, le Crédit en Ligne.
| - Ag2r–La Mondiale - Andalucía† - Argos-Shimano† - Astana Pro Team - BMC Racing Team - Caja Rural† | - Cofidis, le Crédit en Ligne† - Euskaltel-Euskadi - FDJ-Big Mat - Garmin-Barracuda - GreenEDGE - Team Katusha | - Lampre-ISD - Liquigas-Cannondale - Lotto-Belisol - Movistar Team - Omega Pharma-Quick Step | - Rabobank - RadioShack-Nissan - Saxo Bank-Tinkoff Bank - Sky Procycling - Vacansoleil-DCM |

## Маршрут
Презентация маршрута прошла 11 января 2011 года в Памплоне. Вуэльта 2012 петляет по северу Испании, постоянный финиш в Мадриде станет крайней южной точкой дистанции. Маршрут включал и Андорру, где прошли финиш 8-го и старт 9-го этапов. Эксперты согласились, что эта супермногодневка получилась экстремально горной. Даже равнинные этапы не гарантируют группового спринта и спокойной езды для генеральщиков. Стартовый этап был плоской 16-километровой командной разделкой. Единственная индивидуальный разделка состоит из 40 километров и категорийного подъёма посередине. Из оставшихся 19 этапов в 10 пелотон финиширует в гору, в 6 из них — в подъём специальной (высшей) категории. Наиболее сложной будет связка из трёх этапов с финишем в подъём высшей категории в конце второй недели. Самым сложным оказался предпоследний этап, в маршрут которого крайне редко вносят такие серьёзные испытания: один подъём 2-й категории, 3 — 1-й, и специальная категория на финише.
| Этап | Дата       | Маршрут                           | Длина, км   | Тип                | Тип                | Победитель          |             |
| ---- | ---------- | --------------------------------- | ----------- | ------------------ | ------------------ | ------------------- | ----------- |
| 1    | 18 августа | Памплона                          | 16,2        | Командная разделка | Командная разделка | Movistar Team       |             |
| 2    | 19 августа | Памплона — Виана                  | 180         |                    | Равнинный          | Джон Дегенкольб     |             |
| 3    | 20 августа | Ойон — Эйбар                      | 153         |                    | Горный             | Алехандро Вальверде |             |
| 4    | 21 августа | Баракальдо — Вальдескарай         | 155         |                    | Горный             | Саймон Кларк        |             |
| 5    | 22 августа | Логроньо — Логроньо               | 172         |                    | Равнинный          | Джон Дегенкольб     |             |
| 6    | 23 августа | Тарасона — Хака                   | 174         |                    | Холмистый          | Хоаким Родригес     |             |
| 7    | 24 августа | Хака — Альканьис                  | 160         |                    | Равнинный          | Джон Дегенкольб     |             |
| 8    | 25 августа | Лерида — Коль де ла Гальина       | 175         |                    | Горный             | Алехандро Вальверде |             |
| 9    | 26 августа | Андорра-ла-Велья — Барселона      | 194         |                    | Холмистый          | Филипп Жильбер      |             |
|      | 27 августа | День отдыха                       | День отдыха | День отдыха        | День отдыха        | День отдыха         | День отдыха |
| 10   | 28 августа | Пуэнтеареас — Санхенхо            | 166         |                    | Равнинный          | Джон Дегенкольб     |             |
| 11   | 29 августа | Камбадос — Понтеведра             | 40          | Разделка           | Разделка           | Фредрик Кессьякофф  |             |
| 12   | 30 августа | Вильягарсиа-де-Ароса — Ла-Корунья | 184,6       |                    | Равнинный          | Хоаким Родригес     |             |
| 13   | 31 августа | Сантьяго-де-Компостела — Ферроль  | 172,7       |                    | Равнинный          | Стив Каммингс       |             |
| 14   | 1 сентября | Палас-де-Рей — Пуэрто де Анкарес  | 152         |                    | Горный             | Хоаким Родригес     |             |
| 15   | 2 сентября | Ла-Робла — Лагос-де-Ковадонга     | 186,7       |                    | Горный             | Антонио Пьедра      |             |
| 16   | 3 сентября | Хихон — Вальгранде-Пахарес        | 185         |                    | Горный             | Дарио Катальдо      |             |
|      | 4 сентября | День отдыха                       | День отдыха | День отдыха        | День отдыха        | День отдыха         | День отдыха |
| 17   | 5 сентября | Сантандер — Фуэнте-Де             | 177         |                    | Холмистый          | Альберто Контадор   |             |
| 18   | 6 сентября | Агилар-де-Кампоо — Вальядолид     | 186,4       |                    | Равнинный          | Даниэле Беннати     |             |
| 19   | 7 сентября | Пеньяфьель — Ла-Ластрилья         | 169         |                    | Равнинный          | Филипп Жильбер      |             |
| 20   | 8 сентября | Сеговия — Бола дель Мундо         | 169,5       |                    | Горный             | Денис Меньшов       |             |
| 21   | 9 сентября | Серседилья — Мадрид               | 111,9       |                    | Равнинный          | Джон Дегенкольб     |             |

## Обзор
Результаты командной разделки до финиша последней команды, Movistar Team, были очень плотными: 3 лидирующие команды умещались в одну секунду. Однако испанский коллектив «привёз» остальным от 10 секунд. В майку лидера облачился Джонатан Кастровьехо, капитан Хуан Хосе Кобо отстал на последнем километре. Победу на 2-м, равнинном, этапе одержал фаворит спринтерского зачёта Джон Дегенкольб. 3-й этап завершался горным финишем, где первыми были фавориты общего зачёта: Вальверде, Хоаким Родригес, Крис Фрум и Альберто Контадор. Родригес лидировал на последних метрах, но рано бросил крутить педали и уступил Вальверде. Ближе к финишу 4-го этапа начались сумбурные командные перестроения, и, когда Sky Procycling вышла вперёд для преследования отрыва, Вальверде оказался зажат своими партнёрами и упал. Победу из отрыва одержал Саймон Кларк, Sky и Team Katusha отвезли голову пелотона на 55 секунд от Вальверде. Родригес надел красную майку, Фрум отставал от него на секунду. 
На следующий день после того, как плоский 5-й этап завершился победой Дегенкольба, гонщиков снова ждала крутая финальная гора. Первая четвёрка гонщиков совпала с 3-м этапом, первенствовал на этот раз Родригес. Третью победу Дегенкольб одержал на 7-м этапе, когда успешно сидевший за ним Элиа Вивиани так и не смог выйти с колеса немца. Чередование плоских и горных этапов продолжалась; первыми финиш 8-го этапа пересекла та же четвёрка фаворитов. На последнем километре Контадор отъехал далеко от остальных, однако за десяток метров до финиша его опередили выигравший Вальверде и Родригес. 9-й этап заканчивался короткими крутыми подъёмами, где от пелотона оторвались Родригес и Филипп Жильбер, опередивший испанца в спринте. 
После дня отдыха Дегенкольб снова доказал своё превосходство в групповом спринте. На экваторе гонки находилась индивидуальная разделка, до которой Родригес выигрывал у трио главных преследователей по минуте. Победу на этапе одержал Фредрик Кессьякофф, места со 2-го по 4-е заняли Контадор, Фрум и Вальверде. Традиционно не лучший в разделках Родригес неожиданно стал 7-м и сумел удержать красную майку в секунде от Контадора. 
Хоаким Родригес выиграл ещё 2 этапа, и немного увеличил разрыв над Контадором. Алехандро Вальверде на каждом горном этапе немного проигрывал дуэту лидеров и перед 17 этапом проигрывал лидиру более 2 минут. Особенно сложным этапом стал 16-й, где финишный градиент достигал значения 22%. Победу разыграли гонщики раннего отрыва: Катальдо с невероятным трудом вырвал победу у Де Гента.
После дня отдыха, на 17 этапе, Хоаким Родригес не смог противостоять Контадору и Вальверде и проиграл им около двух с половиной минут, что отбросило его на третье место в общем зачете. Новым лидером стал Альберто Контадор. 18-й, спринтерский этап выиграл итальянец Даниэле Беннати, а на следующий день на предфинишном холме от преследователей смог оторваться Филипп Жильбер, одержавший вторую победу на этой Вуэльте. Вальверде и Родригес пришли в одной группе с Жильбером, а Контадор уступил им три секунды. 
На последнем горном этапе победу разыграли гонщики из отрыва: Денис Меньшов на финальной горе высидел за австралийцем Ричи Портом, после чего предпринял атаку и одержал победу. Среди фаворитов наиболее активно гонку провел Родригес, но полученного им преимущества не хватило для того, чтобы подняться выше третьего место в общем зачете. Контадор сохранил лидерскую майку, что де-факто гарантировало ему итоговую победу. Последний этап вновь выиграл Джон Дегенкольб, доведя количество своих побед на Вуэльте до пяти.

## Лидеры классификаций
| Этап | Победитель          | Генеральная классификация | Классификация по очкам | Горная классификация | Комбинированная классификация | Командная классификация | Самый агрессивный гонщик |
| ---- | ------------------- | ------------------------- | ---------------------- | -------------------- | ----------------------------- | ----------------------- | ------------------------ |
| 1    | Movistar Team       | Джонатан Кастровьехо      | —                      | —                    | —                             | Movistar Team           | Иманоль Эрвити           |
| 2    | Джон Дегенкольб     | Джонатан Кастровьехо      | Джон Дегенкольб        | Хавьер Чакон         | Хавьер Чакон                  | Movistar Team           | Хавьер Арамендия         |
| 3    | Алехандро Вальверде | Алехандро Вальверде       | Алехандро Вальверде    | Пим Лигтхарт         | Алехандро Вальверде           | Movistar Team           | Филипп Жильбер           |
| 4    | Саймон Кларк        | Хоаким Родригес           | Саймон Кларк           | Саймон Кларк         | Хоаким Родригес               | Rabobank                | Луис Анхель Мате         |
| 5    | Джон Дегенкольб     | Хоаким Родригес           | Джон Дегенкольб        | Саймон Кларк         | Хоаким Родригес               | Rabobank                | Хавьер Чакон             |
| 6    | Хоаким Родригес     | Хоаким Родригес           | Джон Дегенкольб        | Саймон Кларк         | Хоаким Родригес               | Sky Procycling          | Томас Де Гендт           |
| 7    | Джон Дегенкольб     | Хоаким Родригес           | Джон Дегенкольб        | Саймон Кларк         | Хоаким Родригес               | Sky Procycling          | Хавьер Арамендия         |
| 8    | Алехандро Вальверде | Хоаким Родригес           | Джон Дегенкольб        | Алехандро Вальверде  | Хоаким Родригес               | Rabobank                | Хавьер Арамендия         |
| 9    | Филипп Жильбер      | Хоаким Родригес           | Хоаким Родригес        | Алехандро Вальверде  | Хоаким Родригес               | Rabobank                | Хавьер Чакон             |
| 10   | Джон Дегенкольб     | Хоаким Родригес           | Джон Дегенкольб        | Алехандро Вальверде  | Хоаким Родригес               | Rabobank                | Хавьер Арамендия         |
| 11   | Фредрик Кессьякофф  | Хоаким Родригес           | Джон Дегенкольб        | Алехандро Вальверде  | Хоаким Родригес               | Rabobank                | Фредрик Кессьякофф       |
| 12   | Хоаким Родригес     | Хоаким Родригес           | Хоаким Родригес        | Алехандро Вальверде  | Хоаким Родригес               | Rabobank                | Микель Астарлоса         |
| 13   | Стив Каммингс       | Хоаким Родригес           | Хоаким Родригес        | Алехандро Вальверде  | Хоаким Родригес               | Rabobank                | Хуан Антонио Флеча       |
| 14   | Хоаким Родригес     | Хоаким Родригес           | Хоаким Родригес        | Саймон Кларк         | Хоаким Родригес               | Rabobank                | Хуан Мануэль Гарате      |
| 15   | Антонио Пьедра      | Хоаким Родригес           | Хоаким Родригес        | Саймон Кларк         | Хоаким Родригес               | Movistar Team           | Антонио Пьедра           |
| 16   | Дарио Катальдо      | Хоаким Родригес           | Хоаким Родригес        | Саймон Кларк         | Хоаким Родригес               | Movistar Team           | Дарио Катальдо           |
| 17   | Альберто Контадор   | Альберто Контадор         | Хоаким Родригес        | Саймон Кларк         | Хоаким Родригес               | Movistar Team           | Альберто Контадор        |
| 18   | Даниэле Беннати     | Альберто Контадор         | Хоаким Родригес        | Саймон Кларк         | Хоаким Родригес               | Movistar Team           | Гатис Смукулис           |
| 19   | Филипп Жильбер      | Альберто Контадор         | Хоаким Родригес        | Саймон Кларк         | Хоаким Родригес               | Movistar Team           | Чэн Цзи                  |
| 20   | Денис Меньшов       | Альберто Контадор         | Хоаким Родригес        | Саймон Кларк         | Хоаким Родригес               | Movistar Team           | Саймон Кларк             |
| 21   | Джон Дегенкольб     | Альберто Контадор         | Алехандро Вальверде    | Саймон Кларк         | Алехандро Вальверде           | Movistar Team           | —                        |
| Итог | Итог                | Альберто Контадор         | Алехандро Вальверде    | Саймон Кларк         | Алехандро Вальверде           | Movistar Team           | Альберто Контадор        |

## Классификации
|    | Гонщик                    | Команда                | Время       |
| -- | ------------------------- | ---------------------- | ----------- |
| 1  | Альберто Контадор (ESP)   | Saxo Bank-Tinkoff Bank | 84ч 59' 49" |
| 2  | Алехандро Вальверде (ESP) | Movistar Team          | + 1' 16"    |
| 3  | Хоаким Родригес (ESP)     | Team Katusha           | + 1' 37"    |
| 4  | Крис Фрум (GBR)           | Sky Procycling         | + 10' 16"   |
| 5  | Даниэль Морено (ESP)      | Team Katusha           | + 11' 29"   |
| 6  | Роберт Гесинк (NED)       | Rabobank               | + 12' 23"   |
| 7  | Эндрю Талански (USA)      | Garmin-Barracuda       | + 13' 28"   |
| 8  | Лоренс тен Дам (NED)      | Rabobank               | + 13' 41"   |
| 9  | Игор Антон (ESP)          | Euskaltel-Euskadi      | + 14' 01"   |
| 10 | Беньят Инчаусти (ESP)     | Movistar Team          | + 16' 13"   |

|    | Гонщик                    | Команда                | Очки |
| -- | ------------------------- | ---------------------- | ---- |
| 1  | Алехандро Вальверде (ESP) | Movistar Team          | 199  |
| 2  | Хоаким Родригес (ESP)     | Team Katusha           | 193  |
| 3  | Альберто Контадор (ESP)   | Saxo Bank-Tinkoff Bank | 161  |
| 4  | Джон Дегенкольб (GER)     | Argos-Shimano          | 149  |
| 5  | Даниэле Беннати (ITA)     | RadioShack-Nissan      | 107  |
| 6  | Крис Фрум (GBR)           | Sky Procycling         | 93   |
| 7  | Аллан Девис (AUS)         | Orica GreenEDGE        | 84   |
| 8  | Элиа Вивиани (ITA)        | Liquigas-Cannondale    | 79   |
| 9  | Ллойд Мондори (FRA)       | Ag2r–La Mondiale       | 74   |
| 10 | Даниэль Морено (ESP)      | Team Katusha           | 72   |

|    | Гонщик                    | Команда                     | Очки |
| -- | ------------------------- | --------------------------- | ---- |
| 1  | Саймон Кларк (AUS)        | Orica GreenEDGE             | 63   |
| 2  | Давид де ла Фуэнте (ESP)  | Caja Rural                  | 40   |
| 3  | Хоаким Родригес (ESP)     | Team Katusha                | 36   |
| 4  | Томас Де Гендт (BEL)      | Vacansoleil-DCM             | 33   |
| 5  | Алехандро Вальверде (ESP) | Movistar Team               | 31   |
| 6  | Альберто Контадор (ESP)   | Saxo Bank-Tinkoff Bank      | 28   |
| 7  | Дарио Катальдо (ITA)      | Omega Pharma-Quick Step     | 27   |
| 8  | Ричи Порт (AUS)           | Sky Procycling              | 21   |
| 9  | Денис Меньшов (RUS)       | Team Katusha                | 20   |
| 10 | Давид Монкутье (FRA)      | Cofidis, le Crédit en Ligne | 18   |

|    | Гонщик                    | Команда                 | Сумма мест |
| -- | ------------------------- | ----------------------- | ---------- |
| 1  | Алехандро Вальверде (ESP) | Movistar Team           | 8          |
| 2  | Хоаким Родригес (ESP)     | Team Katusha            | 8          |
| 3  | Альберто Контадор (ESP)   | Saxo Bank-Tinkoff Bank  | 10         |
| 4  | Крис Фрум (GBR)           | Sky Procycling          | 30         |
| 5  | Даниэль Морено (ESP)      | Team Katusha            | 48         |
| 6  | Николя Роше (IRL)         | Ag2r–La Mondiale        | 65         |
| 7  | Эрос Капекки (ITA)        | Liquigas-Cannondale     | 79         |
| 8  | Томас Де Гендт (BEL)      | Vacansoleil-DCM         | 80         |
| 9  | Дарио Катальдо (ITA)      | Omega Pharma-Quick Step | 85         |
| 10 | Серхио Энао (COL)         | Sky Procycling          | 88         |

| \| Место \| Команда \| Время \| \| ----- \| ---------------------- \| ------------ \| \| 1 \| Movistar Team \| 254h 52' 49" \| \| 2 \| Euskaltel-Euskadi \| + 9' 40" \| \| 3 \| Ag2r–La Mondiale \| + 20' 19" \| \| 4 \| Rabobank \| + 23' 48" \| \| 5 \| Sky Procycling \| + 26' 55″ \| \| 6 \| Team Katusha \| + 36' 07" \| \| 7 \| Lampre-ISD \| + 53' 00″ \| \| 8 \| Saxo Bank-Tinkoff Bank \| + 1ч 1' 11" \| \| 9 \| RadioShack-Nissan \| + 1ч 17' 34" \| \| 10 \| Caja Rural \| + 1ч 25' 10" \| |                        |              |
| Место | Команда                | Время        |
| 1 | Movistar Team          | 254h 52' 49" |
| 2 | Euskaltel-Euskadi      | + 9' 40"     |
| 3 | Ag2r–La Mondiale       | + 20' 19"    |
| 4 | Rabobank               | + 23' 48"    |
| 5 | Sky Procycling         | + 26' 55″    |
| 6 | Team Katusha           | + 36' 07"    |
| 7 | Lampre-ISD             | + 53' 00″    |
| 8 | Saxo Bank-Tinkoff Bank | + 1ч 1' 11"  |
| 9 | RadioShack-Nissan      | + 1ч 17' 34" |
| 10 | Caja Rural             | + 1ч 25' 10" |